# Madoka Kitao
Madoka Kitao (ita 尾 ま ど か Kitao Madoka, født 21. januar 1980 i Tokyo) er en japansk kvindelig professionel shogi-spiller rangeret 2-dan.

## Shogi-relaterede forretnings- og salgsfremmende aktiviteter
Kitao skabte sammen med tidligere kvinders professionelle Maiko Fujita spillet dōbutsu shogi, en forenklet version af shogi designet for at hjælpe begyndere med at lære spillet: i 2008 kom Kitao med reglerne for spillet, mens Fujita designede spillets brikker.  Hun er også den repræsentative direktør og grundlægger af Nekomado (株式会社 ね こ ま ど), en shogi-promoverings-, uddannelses- og forlagsvirksomhed.
Kitao krediteres også for at have opdaget Karolina Styczyńska, mens hun spillede online shogi på 81Dojo-webstedet som en del af hendes bestræbelser på at fremme shogi uden for Japan blandt ikke-japanske spillere. Kitao var ganske imponeret over styrken i Styczyńska's spil, til sidst fandt hun ud af, hvem hun var, og derefter arrangerede hende for at komme og øve shogi i Japan. Styczyńska opnåede til sidst gennem Kitaos yderligere opmuntring og støtte at blive den første ikke-japaner, der blev tildelt nogen form for professionel status af Japan Shogi Association.